# Cryptaciura
Cryptaciura är ett släkte av tvåvingar. Cryptaciura ingår i familjen borrflugor.
Släktet innehåller bara arten Cryptaciura rotundiventris.